# Chon Buri
Chon Buri (thailändisch ชลบุรี, Aussprache: [t͡ɕʰon bùriː] anhörenⓘ, auch Chonburi, Cholburi) ist eine Stadt (เทศบาลเมืองชลบุรี) in der thailändischen Provinz Chon Buri. Sie ist die Hauptstadt des Landkreises (Amphoe) Mueang Chon Buri und der Provinz Chon Buri.
Die Stadt Chon Buri zählt 30.927 Einwohner (Stand: 2012). Allerdings umfasst diese Zahl nur den Stadtkern. Die unmittelbare Umgebung ist jedoch ebenfalls sehr dicht besiedelt. So leben in Thesaban Mueang Ban Suan, zu dem die östlichen und südlichen Vororte zusammengefasst wurden, weitere 64.636 Menschen.

## Name
Der Name Chon Buri leitet sich etymologisch von Sanskrit जल jala (‚Wasser‘) und पुरि puri (‚Stadt‘) ab.

## Lage
Die Provinz Chon Buri liegt im Osten von Zentralthailand.
Die Stadt Chon Buri liegt im östlichen Einzugsbereich von Bangkok an der Küste des Golfs von Thailand in etwa 80 km Entfernung zur Hauptstadt. Die Stadt ist über die Schnellstraße (Highway) Thanon Sukhumvit und Burapha Withi Expressway (Bang Na Expressway) oder über die neue Autobahn 7 (Bangkok-Chonburi Motorway) zu erreichen.

## Wirtschaft und Bedeutung

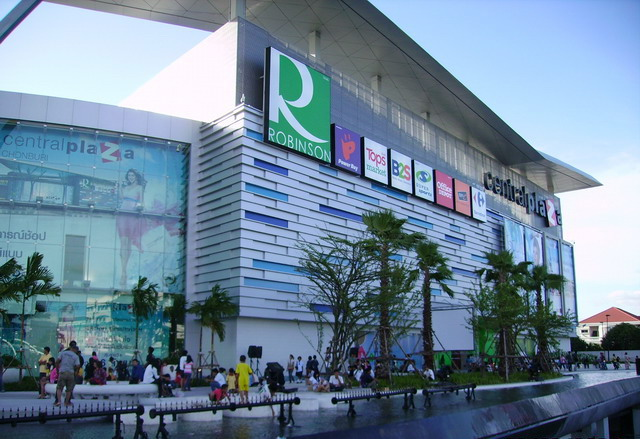
Einkaufszentrum Central Plaza in Chon Buri

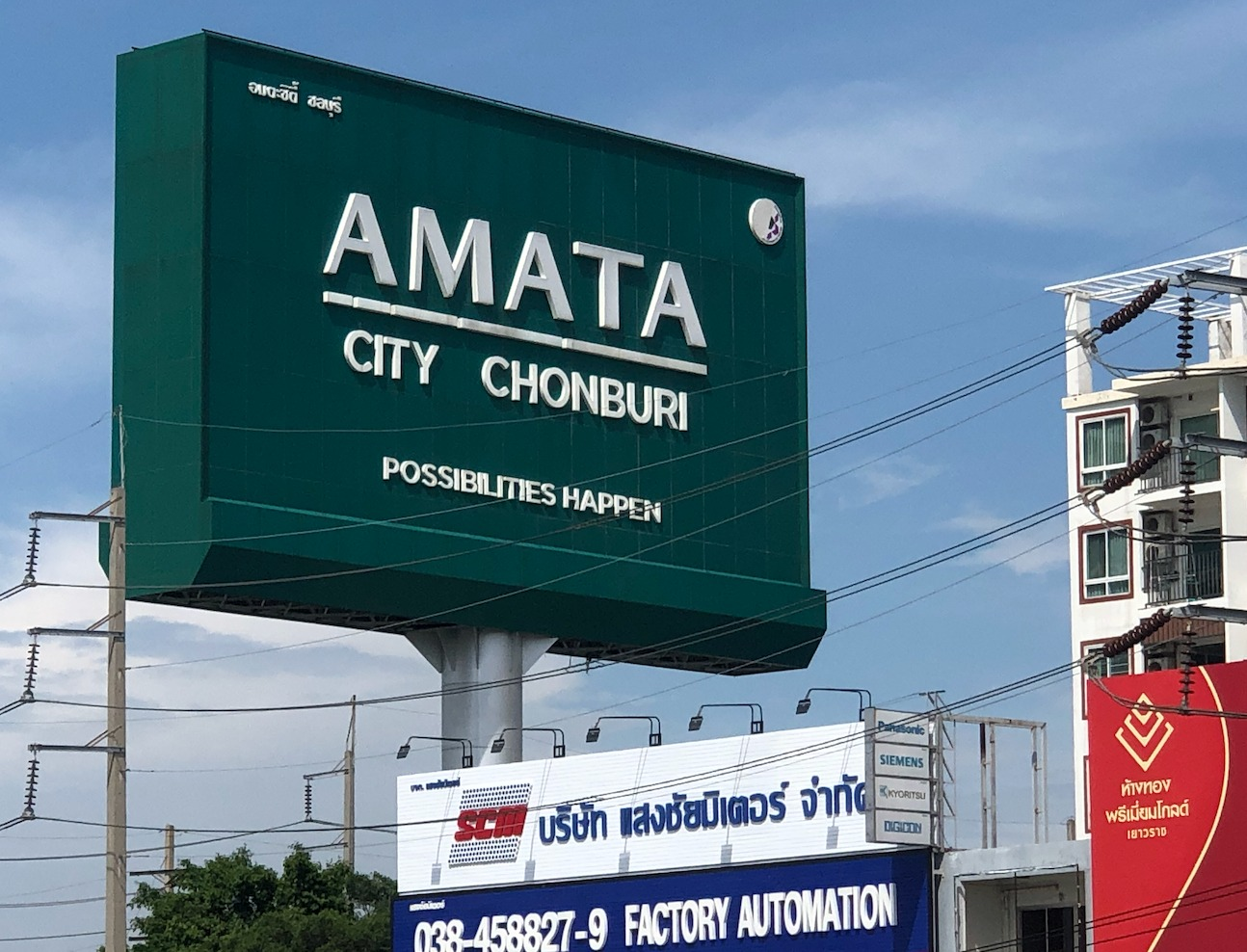
Reklametafel "Amata City Chonburi" an dem durch Chonburi führenden Highway 361, am Rande des gleichnamigen Gewerbegebietes

Chon Buri ist eine boomende Industriestadt, deren Wachstum sich nach der Wirtschaftskrise infolge des Verfalls des Baht seit 1997 etwas abgeschwächt hat. Fischerei, Handel und der Hafen tragen zur wirtschaftlichen Bedeutung der lebhaften Stadt bei. Südlich davon liegen die größten Austernkolonien des Landes.
Im Zuge des Eastern Seaboard Development Programs entwickelt sich eine Petrochemie-Industrie von einiger Bedeutung, die auf Basis der Erdgasvorkommen im Golf von Thailand arbeitet. Der ca. 30 km südlich von Chon Buri seit ca. 1990 neu angelegte Tiefseehafen Laem Chabang ist inzwischen der größte thailändische Hafen mit intensivem Schiffsverkehr und Autobahnanbindung an das Ballungsgebiet Bangkok.
Die Landwirtschaft erzeugt hauptsächlich Zuckerrohr, Kokosnüsse, Kautschuk, Reis und Maniok. Letzteres wird zu Tapioka (Stärkemehl) weiterverarbeitet, einem wichtigen Ausfuhrprodukt Thailands.
Im Automobilsektor hat in Chon Buri die Expertise Co. Ltd. ihren Unternehmenssitz, welche Autorikschas (Tuk-Tuks) für den lokalen Markt herstellt. Triumph produziert seit 2020 die meisten Motorradmodelle in Chon Buri.
In Chon Buri befindet sich die im Jahre 1989 von dem Industriestädten-Entwickler AMATA Corporation Public Company Ltd. gegründete Amata Nakorn, die im Jahre 2018 in Amata City Chonburi umbenannt wurde; eine private Gesellschaft die mit der Industrial Estate Authority of Thailand (IEAT) zusammenarbeitet. Mit einer Fläche von 43.307.200 Quadratmetern (entspr. 4.330 Hektar bzw. 27.067 Rai) ist es das größte Industriegebiet Thailands. Mehr als 750 Fabriken sind dort ansässig, inländische Kunden oder ausländische Investoren aus 27 Ländern, die sich auf folgende Nationalitäten aufteilen: Japan (63,4 %), Asien (25,4 %, davon 16 % Thai), Europäische Union (6,1 %), USA und Südamerika (3,7 %), Australien/Pazifik (0,6 %), Sonstige (0,8 %). Etwa 32 % der Amata-Kunden sind in der Automobilindustrie tätig, während die übrigen in den Bereichen Stahl, Metall, Kunststoff, Elektronik und Elektrogeräte, Chemie, Konsumgüter und Lebensmittel sowie Dienstleistungen tätig sind.
Darüber hinaus beheimatet die Amata City Conburi viele andere Einrichtungen wie Banken, Krankenhäuser, Einkaufszentren, Restaurants, Tankstellen, Autoservices und auch Golfplätze, wie beispielsweise der vom US-amerikanischen Golfplatz-Archtikten Lee Schmidt und seinem Unternehmen Schmidt-Curley Design Inc. geplante Amata Spring Country Club. Die Muttergesellschaft Amata, gegründet und geführt von Vikrom Kromadit, Sohn eines Zuckerrohrfarmers, ist auf die Planung, Entwicklung, Verwaltung und Vermarktung integrierter Gewerbegebiete spezialisiert. Amata ist bestrebt, nicht nur einen Standort für Unternehmen bereitzustellen, sondern eine, in eine Stadt integrierte Industrie-Stadt mit einer Reihe von Dienstleistungen zu schaffen, die darauf ausgerichtet ist, seine Kundenunternehmen und die Menschen, die für sie arbeiten, zu unterstützen. Beispielsweise ein Straßennetz nach internationalem Standard, ein privates Sicherheitssystem mit Unterstützung durch die örtliche Polizei, zuverlässige Versorgungs- und Entsorgungseinrichtungen und gepflegte Grünflächen. Mit dieser dienstleistungsorientierten Philosophie verfolgt Amata seit 1989 das Konzept der "Perfect City". Die in den Amata-Gebieten produzierenden Fabriken erwirtschaften rund 10 % des thailändischen Bruttoinlandsprodukts. Neben der Amata City Chonburi zählt auch Amata City Rayong zu den Vorzeigeprojekten in Thailand.

## Geschichte
Chon Buri wurde im 14. Jahrhundert im Zuge der Erweiterung des Reiches von Ayutthaya gegründet.
König Chulalongkorn (Rama V.) machte Chon Buri Ende des 19. Jahrhunderts zur Hauptstadt der Provinz, die damals aus drei größeren Ortschaften bestand.
Seit 1935 hat Chon Buri den Verwaltungsstatus einer Stadt (Thesaban Mueang).

## Sehenswürdigkeiten
- Wat Yai Intharam – buddhistischer Tempel (Wat) erbaut von König Taksin, dessen Denkmal vor dem Eingang steht. Der Tempel steht im Stadtzentrum und zeigt schöne Wandmalereien.
- Wat Sam Yod – Tempelanlage auf einem Hügel mit einem guten Blick auf die Stadt, mit einer 34 m hohen Buddha-Statue
- Büffelrennen – zum Ende der Fastenzeit (im Oktober) findet das Spektakel statt, bei dem Reiter mit ihren grell bemalten Wasserbüffeln eine 150 m lange Strecke zurücklegen. Ausgangspunkt ist der Wat Yai Intharam.

## Verkehr
Chon Buri ist über die streckenweise kostenpflichtige, sechsspurige Autobahn 7 mit Bangkok verbunden. An dieser Autobahn liegt auch, in einer Entfernung von ca. 65 km der internationale Flughafen Bangkok-Suvarnabhumi. In südlicher Richtung führt die Autobahn weiter an Laem Chabang vorbei nach Pattaya. Weitgehend parallel dazu verläuft die ältere Fernstraße 3 (Thanon Sukhumvit).
Der sechsspurige, südöstlich von Bangkok im Stadtteil Bang Na beginnende und am internationalen Flughafen Suvarnabhumi vorbeiführende Bang Na Expressway trifft an seinem Ende, nach insgesamt 55 Kilometern, in Chon Buri auf die Sukhumvit-Straße. Von der Fertigstellung im Jahre 2000 galt die Balkenbrücke bis 2008 als längste Brücke der Welt.
Chon Buri hat außerdem einen Bahnhof an der Ostlinie der Thailändischen Staatseisenbahn. Er wird im Personenverkehr je Richtung einmal täglich bedient. Die Züge fahren von/nach Bangkok und Ban Phlu Ta Luang, Amphoe Sattahip.

## Söhne und Töchter der Stadt
- Somchai Subpherm (* 1962), Fußballspieler und -trainer
- Teerasak Po-on (* 1978), Fußballspieler und -trainer
- Nantapol Supathai (* 1982), Fußballspieler
- Nattawut Singharaj (* 1984), Fußballspieler
- Chawalit Waenthong (* 1987), Fußballspieler
- Supoj Wonghoi (* 1987), Fußballspieler
- Watcharapol Boonchan (* 1988), Fußballspieler
- Chompoo Sangpo (* 1988), Fußballspieler
- Kraikitti In-utane (* 1989), Fußballspieler
- Pattawee Jeeraburanakit (* 1989), Fußballspieler
- Niranrit Jarernsuk (* 1990), Fußballspieler
- Witthawin Klorwuttiwat (* 1991), Fußballspieler
- Suchin Yen-arrom (* 1991), Fußballspieler
- Mongkol Jitthai (* 1992), Fußballspieler
- Dechapol Puavaranukroh (* 1997), Badmintonspieler
- Somkiat Chantra (* 1998), Motorradrennfahrer
- Witthawat Sailam (* 1999), Fußballspieler
- Nititorn Sripramarn (* 2000), Fußballspieler
- Songchai Thongcham (* 2001), Fußballspieler
- Kunlavut Vitidsarn (* 2001), Badmintonspieler